# Allium sacculiferum
Variété
Classification APG III (2009)
Synonymes
- Allium deltoidefistulosum
- Allium komarovianum
- Allium ophiopogon
- Allium sacculiferum var. viviparum
- Allium yuchuanii

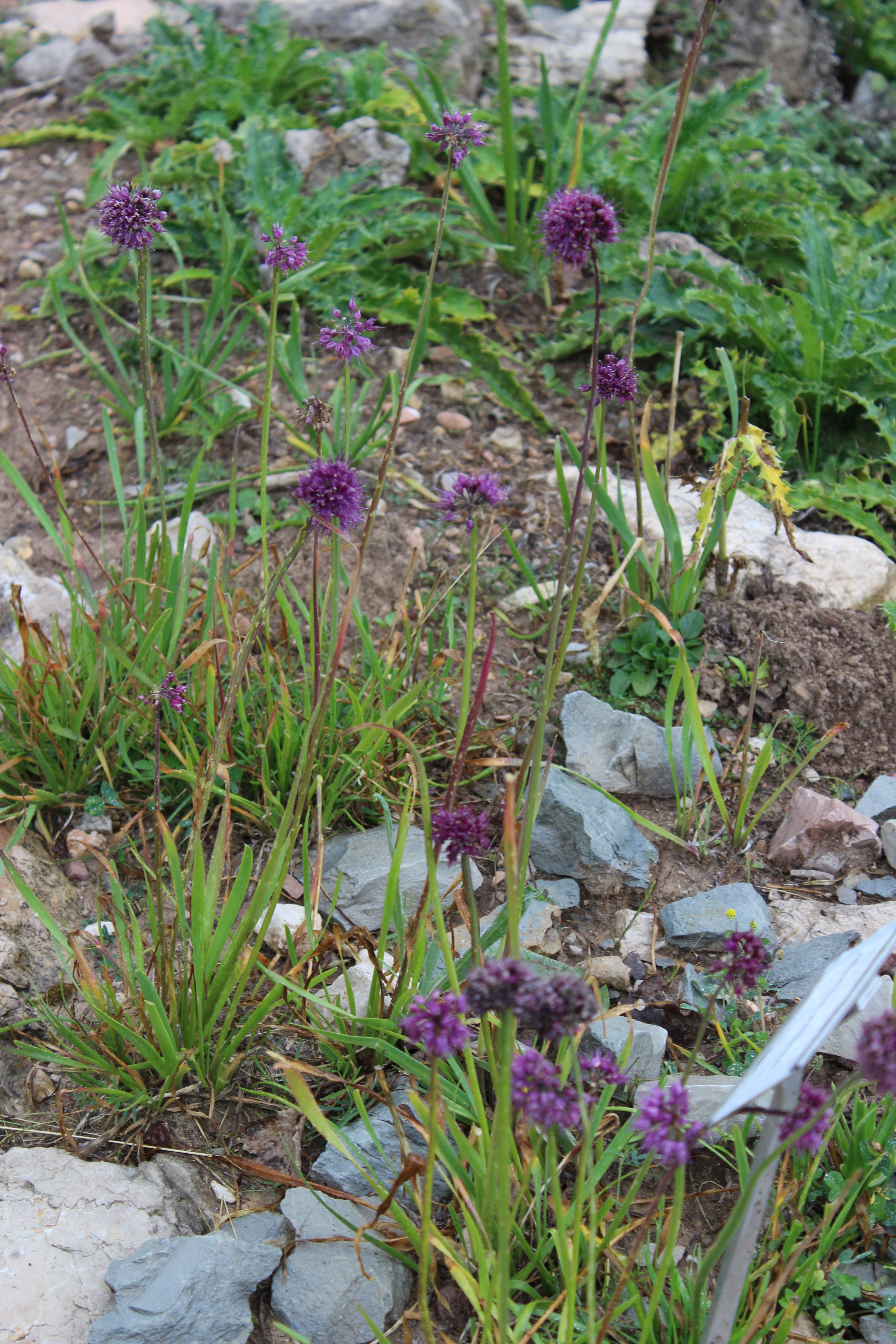
Ciboulette triangulaire au jardin alpin botanique de Viote

Allium sacculiferum, également appelée northern plain chive ou ciboulette ordinaire du nord ou ciboulette triangulaire, est une espèce asiatique d'oignon sauvage originaire du Japon, de la Corée, de la Russie orientale (Oblast de l'Amour, Khabarovsk, Primorye), et du nord-est de la Chine (Mongolie intérieure, Heilongjiang, Jilin, Liaoning). On le trouve le long des rives des lacs et des rivières à des altitudes inférieures à 500 m,,,.

## Description
Allium sacculiferum produit un ou deux bulbes ovoïdes mesurant jusqu'à 20 mm de diamètre. Les hampes florales mesurent jusqu'à 70 cm de haut et ont une section transversale ronde. Les feuilles sont plates, plus courtes que la hampe, jusqu'à 5 mm de diamètre. Les ombelles sont sphériques, avec de nombreuses fleurs rassemblées. Les tépales sont lilas à violet rougeâtre avec des nervures médianes plus foncées,,,,.